# Rudolf Hac
Rudolf Hac (17. dubna 1883, Štěnovice – 16. března 1949, Praha) byl český analytický chemik, profesor na Vysoké škole chemicko-technologického inženýrství v rámci Českého vysokého učení technického v Praze.

## Mládí
Základního školního vzdělání se mu dostalo v rodných Štěnovicích na základní škole, kde jeho dědeček působil 36 let jako učitel, později řídící učitel a mimo jiné také jako varhaník v místním kostele. Na reálném gymnáziu v Plzni začal studovat v roce 1895. Po maturitě pokračoval ve studiu na chemickém odboru tehdejší České vysoké školy technické, kde absolvoval v roce 1906. Poté odešel do praxe, zprvu působil v Rolnicko-lučební stanici zemědělské rady pro království české a rovněž na Vyšší průmyslové škole v Praze.

## Pedagogická a vědecká činnost
Počínaje rokem 1908 začal působit pedagogicky v rámci vysokého školství, konkrétně na své alma mater u profesora Hanuše v Ústavu analytické a potravní chemie jako jeho asistent. V roce 1911 zde získal doktorát technických věd a následně se habilitoval pro obor analytické chemie anorganických látek. V roce 1919 byl pozván jako mimořádný profesor analytické chemie na nově založenou Vysokou školu zemědělskou v Brně. Po jednoročním pobytu v Brně se v roce 1920 vrátil do Prahy právě v době, kdy v Československu proběhla reorganizace technického školství a kdy bylo ustaveno České vysoké učení technické. Jeho součástí se stala rovněž Vysoká škola chemicko-technologického inženýrství (VŠCHTI). V tomto roce byl zde profesor Hac jmenován mimořádným profesorem a stal se přednostou nově vzniklého Ústavu analytické chemie II, zaměřeného na analytickou chemii odměrnou, fyzikální a speciální metody analytické. Tyto disciplíny také po celou dobu, kromě období uzavření českých vysokých škol v průběhu 2. světové války, přednášel a to až do své smrti v roce 1949. Souběžně přednášel krátce také anorganickou chemii a v rozmezí let 1928 – 1936 fyzikální chemii. V roce 1927 byl jmenován řádným profesorem. V rámci VŠCHTI působil v letech 1927/28 a 1938/39 ve funkci děkana. Byl dopisujícím členem České akademie věd a umění, členem Masarykovy akademie práce, členem Královské české společnosti nauk. 

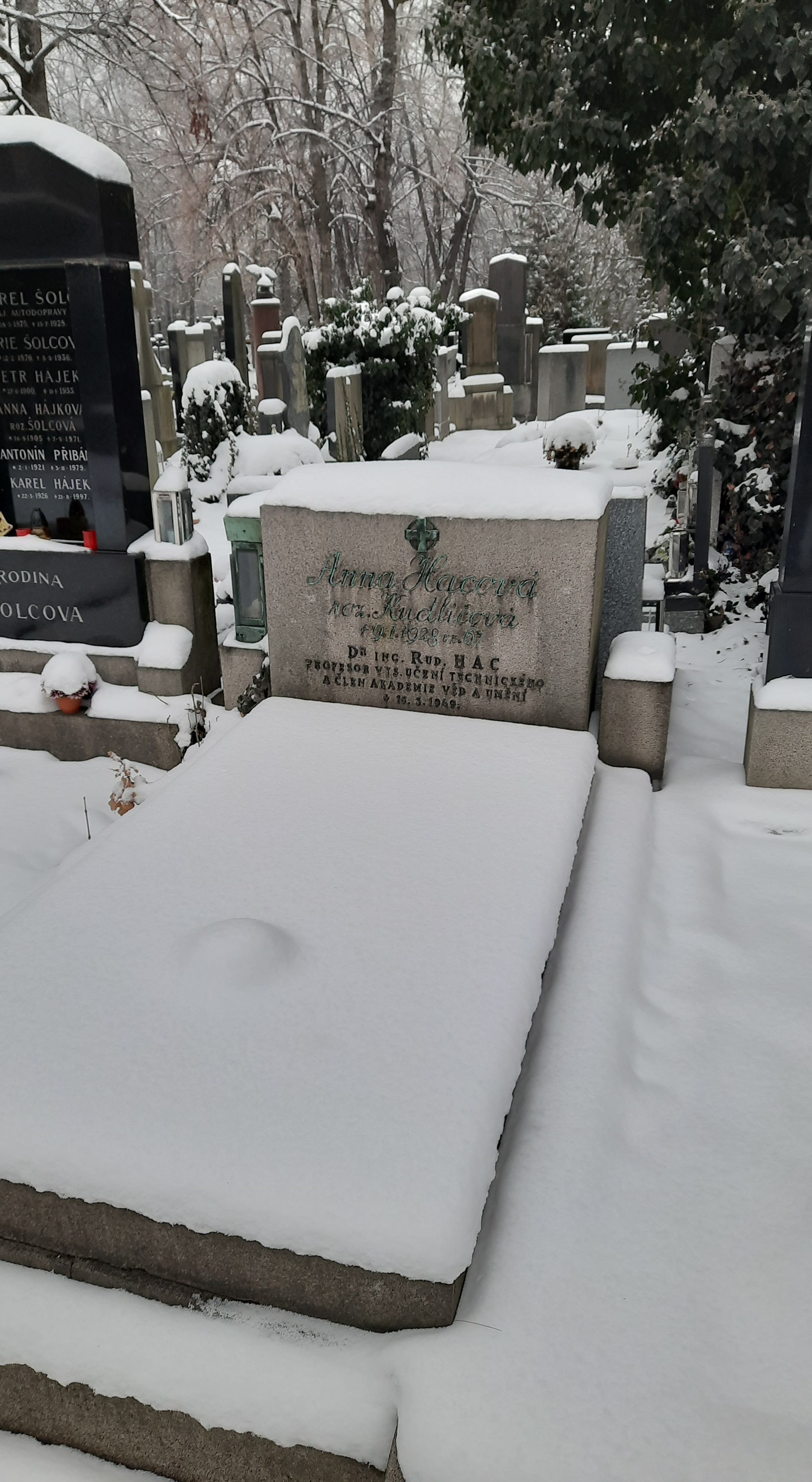
Hrob rodiny Rudolfa Hace na Olšanských hřbitovech

Vědecky vyšel prof. Hac ze školy svého školitele prof. Hanuše. Intenzivně se věnoval zejména exaktnímu stanovení kyseliny fosforečné, jakož i stanovení draslíku dusičnanovou metodou, ale uveřejnil jen nepatrný zlomek těchto prací. V dizertační práci se zabýval kvantitativním dělením železa a hliníku guanidinem. Své časopisecké práce publikoval výhradně v Chemických listech. Velmi náročně a kriticky hodnotil některé dosavadní analytické postupy. To se odrazilo také v jeho habilitačním spisu nazvaném Nutnost podrobného a soustavného studia existujících již metod analytických. Svou náročnost na exaktní pojetí analytických metod stále stupňoval a věnoval jí značnou pozornost i v rámci své pedagogické činnosti. K přesné kontrole analytických metod a výkladu odchylek od stechiometrie mu pomáhaly hluboké znalosti z fyzikální a anorganické chemie.
Zemřel roku 1949 v Praze. Pohřben byl na Olšanských hřbitovech.